# Tarsius lariang
Tarsius lariang  är en art av spökdjur som lever på västra delen av centrala Sulawesi i Indonesien, i Lariangflodens dalgång.  Vedertaget svenskt namn saknas, men i analogi med engelska och tyska kunde den kallas Lariangspökdjur. Arten upptäcktes så sent som 2006. Bevarandestatus: Kunskapsbrist

## Anatomi
Tarsius lariang är en liten primat som väger 67-112 gram. Den har samma stora ögon anpassade för nattsyn som övriga spökdjur, och samma långa bakben anpassade för långa språng mellan träden. Lariangspökdjuret har mörkare päls än övriga spökdjur, och den långa svarta svansen slutar i en skarp spets. Den har tydliga mörka ringar runt ögonen. Tredje fingret på varje hand är ovanligt långt.

## Ekologi
Nästan ingenting är känt om Tarsius lariang, men liksom övriga spökdjur kan den förväntas vara ett rent rovdjur, som jagar på natten och främst lever på insekter (skalbaggar, gräshoppor, fjärilar med mera) och små ryggradsdjur. Den bör leva varhelst det finns tillräckligt tät undervegation, i regnskog, mangroveskog, och även i plantager och andra störda miljöer. Socialt bör den leva den i små familjegrupper om 2-7 individer, som kan vara monogama eller polygama.